# Atoposauridae
Gli atoposauridi (Atoposauridae) sono un gruppo di rettili arcosauri estinti, imparentati con i coccodrilli. Vissero tra il Giurassico superiore e il Cretaceo superiore (150 – 70 milioni di anni fa) e i loro resti sono stati ritrovati principalmente in Europa, ma anche in Asia e (forse) in Nordamerica.

## Descrizione
Nonostante la stretta parentela con i coccodrilli attuali, questi animali avevano un aspetto più simile a quello delle lucertole: le dimensioni, infatti, variavano dai 17 centimetri di lunghezza di Atoposaurus al mezzo metro di Alligatorium. Il cranio, inoltre, era insolitamente corto e di forma triangolare, mentre il corpo era privo o quasi di armatura dermica. Le zampe, infine, erano lunghe e snelle.

## Classificazione
Descritti per la prima volta verso la metà dell' '800, questi insoliti rettili furono subito attribuiti ai coccodrilli, a causa di alcune caratteristiche dello scheletro e del cranio. Ricerche successive hanno dimostrato che gli atoposauridi, nonostante il loro aspetto così diverso da quello delle forme odierne, sono strettamente imparentati con gli antenati degli eusuchi, ovvero il sottordine che raggruppa i coccodrilli attuali. Alcune caratteristiche, come le vertebre procele (ovvero dotate di cavità anteriore) ricordano quelle dei coccodrilli attuali. In particolare, Theriosuchus pusillus dell'Inghilterra sembra essere stato molto vicino all'origine degli eusuchi.

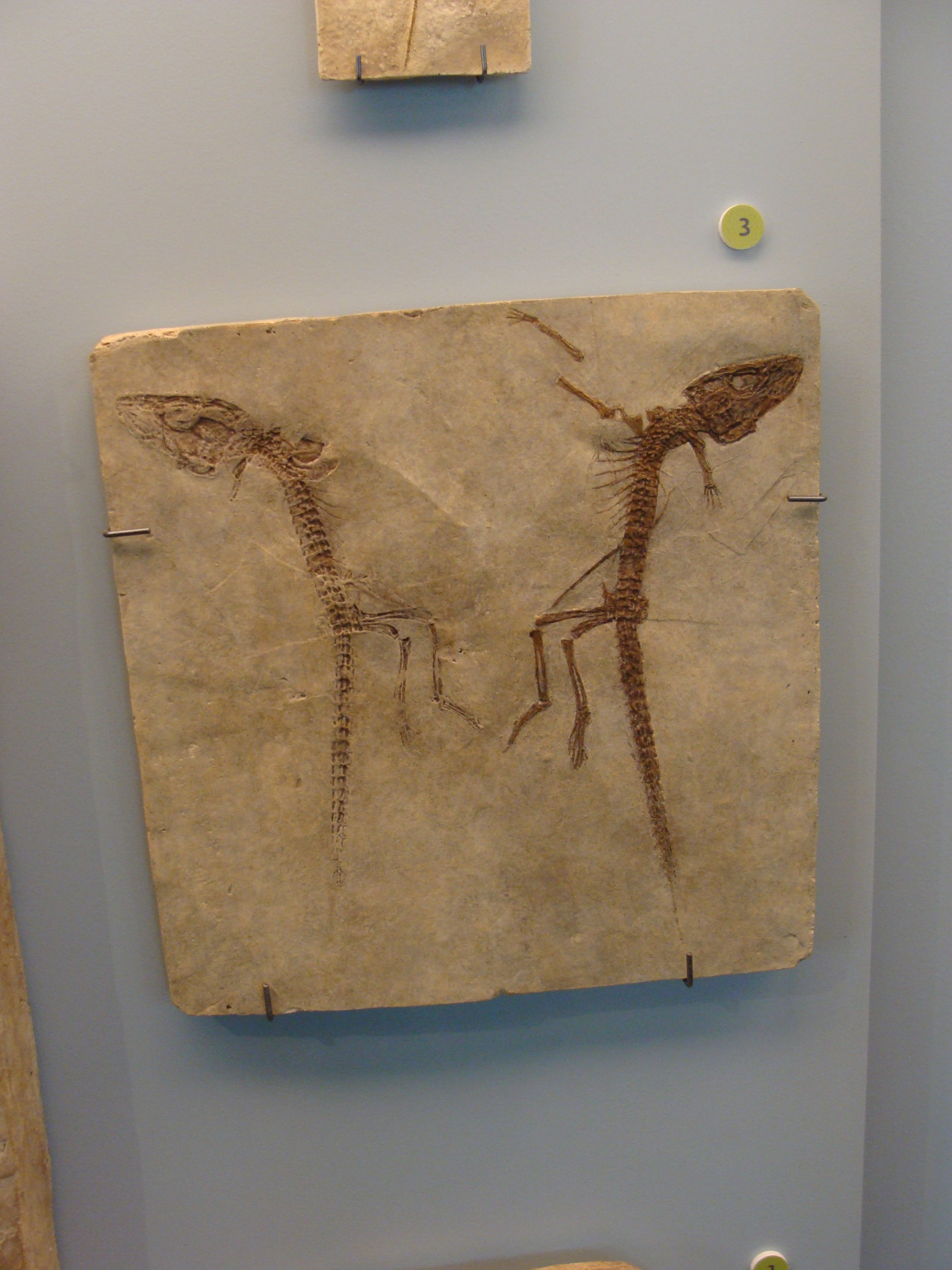
Fossile di Alligatorellus beaumonti

## Stile di vita
Probabilmente questi animali erano piccoli cacciatori che si cibavano di prede di dimensioni modeste, come insetti o altri invertebrati. La conservazione di numerosi resti di atoposauridi in ambienti che un tempo avevano ospitato lagune (ad es. Alligatorellus, Montsecosuchus) fa supporre che questi animali vivessero a stretto contatto con l'ambiente dulciacquicolo, pur avendo probabilmente abbandonato uno stile di vita semiacquatico.